# Скерневице-Равка
Скерневице-Равка (пол. Skierniewice Rawka) — остановочный пункт железной дороги  в городе Скерневице (расположен в дзельнице Равка), в Лодзинском воеводстве Польши. Имеет 2 платформы и 2 пути. 
Остановочный пункт на железнодорожной линии Варшава — Катовице, построен в 1927 году. 